# Fremdenfeindlichkeit
Fremdenfeindlichkeit oder Xenophobie (griechisch ξενοφοβία „Furcht vor dem Fremden“, von ξένος xénos „fremd“, „Fremder“, und φοβία phobía „Flucht, Furcht, Schrecken“, auch Fremdenhass) bezeichnet die Ablehnung von Menschen in einem Land oder einer Region, die einen anderen nationalen, ethnischen oder kulturellen Hintergrund haben. Begründet wird die Ablehnung mit sozialen, religiösen, ökonomischen, kulturellen oder sprachlichen Unterschieden. In diesen Unterschieden wird eine Bedrohung gesehen. 
Fremdenfeindlichkeit kann zusammen mit Nationalismus, Rassismus oder Regionalismus auftreten. Aufgrund einer fremdenfeindlichen Einstellung kann es zu Ungleichbehandlung, Benachteiligung und Aggressivität  gegenüber Fremden kommen. Die Fremdenfeindlichkeit wird eingeteilt in Haltungen, Einstellungen und Aktionen. Nicht nur Ausländer sind Fremdenfeindlichkeit ausgesetzt. Der Begriff Ausländerfeindlichkeit wird deswegen seltener benutzt.

## Begriffsgeschichte
Der Begriff Xenophobie wurde 1901 im Französischen in Anatole France’ Roman Monsieur Bergeret à Paris verwendet und 1906 in Albert Dauzats französischem Wörterbuch Nouveau Larousse illustré als Stichwort aufgenommen. In Verbindung mit der Dreyfus-Affäre bezeichnete der Schriftsteller die antisemitischen Demagogen als misoxènes, xénophobes, xénoctones et xénophages.

## Erklärungsmodelle

### Evolutionsbiologisches Erklärungsmodell
Evolutionsbiologisch gibt es den Ansatz, Xenophobie als übriggebliebenen Schutzmechanismus aus früheren Lebensrealitäten zu beschreiben. Menschliche Gesellschaften, Stämme und Dörfer beanspruchten, wie bereits ihre tierischen Vorläufer (z. B. Schimpansen), Territorien, um sich die darin enthaltenen überlebensnotwendigen Ressourcen zu sichern. Sie strebten bei Ressourcenknappheit danach, diese Territorien auf Kosten anderer Gesellschaften zu erweitern. Umgekehrt versuchten sie die eigenen Territorien zu schützen und Vorstöße fremder Gruppen abzuwehren. Aus diesem Konkurrenzkampf entwickelte sich das Misstrauen gegenüber den „Fremden“, also die Fremdenfeindlichkeit. Andere Modelle erklären Xenophobie als Folge des Ekelempfindens, das einst evolutionär zur Abwehr von Krankheitsrisiken entstand.

### Psychologisches Erklärungsmodell
Entwicklungspsychologisch ist der Begriff „Xenophobie“ vor allem durch eine latente Scheu oder Furcht der Kleinkinder vor Ungewohntem oder Fremdem (Fremdeln) abgestützt. Sie wird in den verschiedenen Kulturen unterschiedlich sozial ausgeformt, in Deutschland zum Beispiel mit dem Begriff „Schwarzer Mann“. Entsprechend kann sie später im Leben – individualpsychologisch betrachtet – vertieft, ideologisiert oder (bei sich selbst oder anderen) bekämpft werden. Wissenschaftliche Nachweise darüber, dass sie völlig „abgelegt“ werden kann, existieren nicht.
Menschen mit starker sozialer Dominanzorientierung (SDO) neigen eher zu Fremdenfeindlichkeit und fordern darüber hinaus eine weitgehende Assimilation von Zuwanderern. In der klinischen Psychologie gilt krankhaft übersteigerte Xenophobie als eine Form der Angststörung.

### Sozialpsychologische Erklärungsmodelle
In der Sozialpsychologie werden diskriminierende Verhaltensweisen mit dem Begriff der Xenophobie unter Interaktions- und gruppenbezogenen Aspekten betrachtet. Sozialpsychologisch gesehen wird mit der Feindseligkeit gegenüber „Fremden“ ein negativ konnotiertes Fremdbild geschaffen, um ein überlegenes Selbstbild zu erzeugen. Dabei geht es in erster Linie um als homogen konstruierte kollektive und nicht um individuelle Identitätskonstruktionen. An den Prozessen der Konstruktion von Bildern über vermeintlich „Fremde“ oder „Andere“ sind wissenschaftliche, mediale, politische und andere Akteure der Gesellschaft beteiligt.
Als Erklärungsmodell für das Auftreten von Fremdenfeindlichkeit schuf Nora Räthzel den Terminus „Rebellierende Selbstunterwerfung“. Darunter versteht die deutsche Sozialwissenschaftlerin ein Phänomen, bei dem Widerstand gegen soziale Ausgrenzung nicht gegen dessen Verursacher selbst gerichtet wird. Das Bild des Sündenbocks wird einem unbeteiligten Dritten in seiner Form des Anderen, des Fremden, angehängt. Diese Ersatzhandlung diene letztlich der eigenen Unterwerfung unter die Zustände, die man zu bekämpfen suche.

### Sozioökonomische Erklärungsmodelle
Wie Joseph Henrich im Anschluss an Adam Smith und Montesquieu und anhand ethnologischer Studien aufgewiesen hat, geht Fremdenfeindlichkeit in einer Gesellschaft in dem Maße zurück, in dem diese von der Marktwirtschaft durchdrungen wird. Henrich erklärt dies damit, dass es sich in einer Marktwirtschaft lohnt, sich auch mit Unbekannten gut zu stellen, da diese potenzielle Kunden oder Geschäftspartner sind. In einer Welt ohne Märkte dagegen überlebt nur, wer gute persönliche Beziehungen hat. Eine wichtige Rolle wird ferner dem Interesse an der Bewahrung bestimmter, an die Abstammung geknüpfter Privilegien beim Zugang zu wohlfahrtsstaatlichen Leistungen zugemessen, die über ethnische Typisierungen und Kategorisierungen legitimiert werden.
Nach Pierre Bourdieu steigt mit der Komplexität der Gesellschaft die Möglichkeit, Xenophobie zu verringern. Ob ein langsamer oder schneller sozialer Wandel xenophobe Reaktionen begünstigt, ist jedoch offen. So hat die Tendenz zur Globalisierung in zahlreichen Ländern zur Zunahme fremdenfeindlicher Gewalt geführt. Die Auflösung soziokultureller Milieus und traditioneller Bindungen führt zu Handlungsunsicherheit, Gewissheitssuche und fremdenfeindlicher Gewalt.

### Kulturalistische Erklärungsmodelle
Für das kulturalisierende Erklärungsmodell ist alles soziale Handeln kulturell überformt, d. h. kollektive Distanz und Feindseligkeit kann eine langfristig erworbene Grundstimmung (Mentalität) einer Gesellschaft sein. So wird behauptet, dass sogenannte „Stammesgesellschaften“, aber auch ländliche Gesellschaften mit Grundbesitzerstrukturen, deren Traditionen stark auf fixierten Regeln beruhen, Neubürgern gegenüber eher zurückhaltend bis ablehnend eingestellt seien. Vielfach werden dieselben Gesellschaften jedoch als ausgesprochen gastfreundlich dargestellt; handeltreibende Kulturen (wie das antike Griechenland – vgl. Homer, Herodot oder Aischylos) gelten in diesen Konstruktionen als eher vorurteilsarm.
Wie die Beispiele von Aischylos’ Tragödie Die Perser oder von Herodots Historien zeigen, war jedoch in der Antike das maßstabsetzende und abgrenzende Kriterium für das Eigene und das Fremde die Religion und vielfach auch die Sprache, die die Haltung gegenüber „Fremden“ (barbaros) bestimmte. Jeder, der außerhalb der eigenen Polis lebte, gehörte nicht zur Rechtsgemeinschaft und durfte getötet werden, wenn er nicht Gastrecht genoss. In diesem antiken Kontext erscheint eine Definition von Xenophobie als Fremdenhass unsinnig.

### Legitimierende Erklärungsmodelle
Der Begriff Xenophobie wird auf unterschiedliche Weise gelegentlich dazu benutzt, um Rassismus und Diskriminierung als zwingendes Resultat biologischer oder ökonomischer Gegebenheiten zu legitimieren:
- Beispiele für biologisierende Erklärungsmodelle: Tierarten verteidigen das eigene „Territorium“ gegen Eindringlinge. Inwieweit es sich bei Xenophobie des Menschen um biologische Determinanten, durch Sozialisation erworbenes Verhalten beziehungsweise in engem Rahmen freie Entscheidungen handelt, ist umstritten. Was im konkreten Fall als „fremd“ wahrgenommen (und abgelehnt) wird, hängt nachweislich in erster Linie von historisch-kulturellen Faktoren ab.
- Beispiele für ökonomische Erklärungsmodelle: Fremdenfeindlichkeit tritt vermehrt in Ländern auf, in denen die Arbeitslosenzahl steigt. Das heißt, je höher der Arbeitslosenanteil einer Bevölkerung, desto höher der Anteil fremdenfeindlicher Tendenzen. Diese These wird durch zahlreiche empirische Studien belegt und gilt als wissenschaftlich verifiziert (valide) im Sinne einer intersubjektiven Überprüfbarkeit.

Der Ethologe Irenäus Eibl-Eibesfeldt deutet die Abwehr des Fremden beziehungsweise als fremd Empfundenen sowie die sich historisch unterschiedlich darstellende Abgrenzung von Gruppen als anthropologisches Erfordernis zur Aufrechterhaltung einer stabilisierenden Gruppennorm. Normen machten „das Verhalten voraussehbar, tragen Ordnung in die Gemeinschaft und vermitteln damit Sicherheit“. Eibesfeldt verweist auf die prägende Funktion kultureller Normen:

„Die Gruppennorm äußert sich in Sprache, Brauchtum, Kleidung, Körperschmuck und vielen anderen Alltäglichkeiten. Die materielle wie geistige Kultur ist nach ihr ausgerichtet. Kultur erweist sich hier prägend und legt uns als zweite Natur insofern fest, als uns auch der Schatz tradierten Brauchtums nicht allzuviel Bewegungsfreiheit lässt.“

Gemeinsam ist diesen Erklärungsmodellen, dass geschichtliche und gesellschaftliche Konstruktionsprozesse für Selbst- und Fremdbilder nicht untersucht werden, sondern als quasi natürliche Gegebenheiten akzeptiert werden.

## Auswirkungen
Es wird angenommen, dass Erfahrungen rassistischer Ausgrenzungen (Alltagsrassismus) zum Entstehen psychischer Erkrankungen beitragen können und dass soziale Unterstützung und Solidarisierung dem entgegenwirken können. Eine EU-Studie kam zum Schluss, dass Ausgrenzung und Diskriminierung zur Entstehung von Gewalt beitragen.
Laut einer Studie von 1994 stellt Rassismus in Deutschland die Hauptursache psychosomatischer Krankheiten bei Migranten, Flüchtlingen und ihren Kindern dar.

## Verbreitung fremdenfeindlicher Einstellungen

### EU
In der European Values Study wurde EU-weit der Anteil der lokalen Bevölkerung ermittelt, der angibt, keine Immigranten oder ausländischen Arbeitskräfte als Nachbarn zu wollen. Von 257 erhobenen Regionen war im deutschen Regierungsbezirk Oberpfalz in Bayern mit 51 % dieser Anteil EU-weit am dritthöchsten, im österreichischen Bundesland Kärnten mit 55 % am höchsten (EU-Durchschnitt 15,4 %).

### Deutschland
In der „Mitte“-Studie von 2015 wurde die Zustimmung zu ausländerfeindlichen und antisemitischen Aussagen in einzelnen deutschen Bundesländern untersucht. 33,1 % der Bayern stimmten ausländerfeindlichen Aussagen zu. Unter westdeutschen Bundesländern (Durchschnitt: 20 %) ist dies die höchste Zustimmungsrate und die zweithöchste bundesweit (Bundesdurchschnitt: 24,3 %). Die höchste Zustimmung zu ausländerfeindlichen Aussagen gab es im Bundesland Sachsen-Anhalt (42,2 %). Darüber hinaus ist von allen Bundesländern in Bayern mit 12,6 % die Zustimmung zu antisemitischen Aussagen am höchsten (Bundesdurchschnitt: 8,4 %).

## Sonstiges
Ein wesentliches Kennzeichen der Propaganda im Ersten Weltkrieg war, dass zur Motivation der eigenen Bevölkerung der teilnehmenden Länder zum Kriegsdienst mit fremdenfeindlichen Vorurteilen und patriotischen Symbolen geworben wurde.

## Begriffskritik
Auf einem Workshop des Bundesamts für Migration und Flüchtlinge im Jahr 2013 wurde die Verwendung des Begriffs „Fremdenfeindlichkeit“ von der Arbeitsgruppe „Rassismus“ kritisiert: „Die Bestimmung von Fremdheit und Fremdsein ist beliebig und willkürlich. Der Begriff enthält ein Moment der Ausgrenzung, weil er vorgibt, dass die Personen, gegen die sich die feindliche Einstellung richtet, fremd sind – heißt, nicht Teil unserer Gesellschaft, dass sie nicht dazu gehören. In Wirklichkeit wird eine Tat jedoch nicht verübt, weil das Opfer eine bestimmte Eigenschaft oder Herkunft hat, sondern weil der Täter eine bestimmte Einstellung hat. In den Medien wird das Wort fast immer dann verwendet, wenn es um rassistisch motivierte Straftaten geht. Es handelt sich also meistens um Rassismus.“ Diese Zuschreibung von Fremdheit kann auch als Othering bezeichnet werden.
Christoph Butterwegge führt aus, der Begriff suggeriere, dass eine persönliche Abneigung gegenüber „den Anderen“ angeboren sei. Damit würde ein sozialpsychologischer „Etikettierungs- und Stigmatisierungsprozess“ ignoriert und somit eine quasi kausale naturgegebene Erklärung für Gewalt und Ausgrenzung nahelegt.
Eine ähnliche Kritik brachte 2018 auch der Journalist Peter Maxwill bei Spiegel Online zum Ausdruck, indem er bemängelte, dass die Begriffe Ausländerfeindlichkeit und Fremdenfeindlichkeit im medialen Diskurs meist unscharf verwendet werden. So werden Anfeindungen vor allem Menschen aus dem Nahen Osten, Afrikanern und Roma entgegengebracht, nicht jedoch beispielsweise gegenüber Franzosen oder Polen, die auch Ausländer seien. Folglich müsste der Begriff Rassismus verwendet werden, um das Phänomen präziser zu beschreiben, zumal für die Täter die Staatsangehörigkeit der Betroffenen – als Definitionskriterium eines In- oder Ausländers – meist keine Rolle spielt.

## Filmografie
- Jo Goll, Torsten Mandalka, Olaf Sundermeyer: Dunkles Deutschland – die Front der Fremdenfeinde. rbb, 2015